# Prix du public du Festival du cinéma américain de Deauville
Pour les articles homonymes, voir Prix du public.
Le prix du public du Festival du cinéma américain de Deauville est un prix remis chaque année lors du Festival du film américain de Deauville. Le prix n'a pas été décerné chaque année.

## Palmarès
- 1989 : Torch Song Trilogy de Paul Bogart
- 1990 : (ex æquo) Pump up the Volume d'Allan Moyle et Tante Julia et le scribouillard (Tune in tomorrow...) de Jon Amiel
- 1991 : (ex æquo) Trust Me (Trust) de Hal Hartley et Hangin' with the Homeboys de Joseph B. Vasquez
- 1992 : In the Soup de Alexandre Rockwell
- 1993 : (ex æquo) El Mariachi de Robert Rodriguez et Naked in New York de Daniel Algrant et Caravan City (Hold Me, Thrill Me, Kiss Me) de Joel Hershman
- 1994 : (ex æquo) Go Fish de Rose Troche et Clerks : Les Employés modèles de Kevin Smith
- 1995 : Ça tourne à Manhattan (Living in Oblivion) de Tom DiCillo
- 1997 : Back Home de Bart Freundlich
- 1998 : Et plus si affinités (Next Stop Wonderland) de Brad Anderson
- 2000 : Songcatcher de Maggie Greenwald
- 2001 : Mariage et Conséquences (Jump Tomorrow) de Joel Hopkins
- 2002 : Photo Obsession (One Hour Photo) de Mark Romanek
- 2003 : Attraction fatale (Dot the I) de Matthew Parkhill
- 2004 : Maria, pleine de grâce (María, llena eres de gracia) de Joshua Marston
- 2013 : Fruitvale Station de Ryan Coogler
- 2014 : Whiplash de Damien Chazelle
- 2015 : Dope de Rick Famuyiwa
- 2016 : Captain Fantastic de Matt Ross
- 2017 : Mary de Marc Webb
- 2018 : Puzzle de Marc Turtletaub
- 2019 : Le Cri du faucon (The Peanut Butter Falcon) de Tyler Nilson et Michael Schwartz[1]
- 2020 : Mon oncle Frank (Uncle Frank) d'Alan Ball
- 2021 : Blue Bayou de Justin Chon[2]
- 2022 : Emily the Criminal de John Patton Ford
- 2023 : LaRoy de Shane Atkinson
- 2023 : The Strangers' Case de Brandt Andersen